# Giovanni IV di Meclemburgo-Schwerin
Giovanni IV di Meclemburgo-Schwerin (prima del 1370 – Schwerin, 16 ottobre 1422) fu duca e coreggente del ducato di Meclemburgo-Schwerin dal 1384 al 1422.

## Biografia
Giovanni era figlio di Magnus I e della moglie Elisabetta di Pomerania-Wolgast.
Alla morte del padre nel 1384 ereditò il ducato, che governo da solo e congiuntamente in modo molto articolato: 
- nel periodo 1384-1388 fu coreggente insieme al cugino Alberto IV fino alla morte di quest'ultimo (1388);
- nel periodo 1384-1389 fu coreggente insieme allo zio Alberto III fino alla cattura di Alberto III da parte dei danesi (1389);
- nel periodo 1389-1395 fu unico duca di Meclemburgo;
- nel periodo 1395-1412 fu coreggente con Alberto III fino alla morte di questo (1412);
- infine, nel periodo 1412-1422, fu coreggente insieme al figlio di Alberto III, Alberto V, fino alla sua morte (1422).

Insieme ad Alberto V ed al consiglio della città di Rostock, fondò nel febbraio 1419 l'Università di Rostock, la prima nella Germania del nord e nell'area baltica.
Sostenne lo zio Alberto III nel tentativo di mantenere i suoi diritti come re di Svezia.

## Matrimonio ed eredi
Giovanni sposò nel 1416 Caterina, figlia di Eric IV di Sassonia-Lauenburg. Da questo matrimonio nacquero due figli:
- Enrico IV (1417-1477);
- Giovanni V (1418-1442).

## Ascendenza
|                                     |   |                             | Genitori               |  |  | Nonni |  |  | Bisnonni                 |  |  | Trisnonni               |  |
|                                     |   |                             |                        |  |  |       |  |  | Enrico II di Meclemburgo |  |  | Enrico I di Meclemburgo |  |
|                                     |   |                             |                        |  |  |       |  |  | Enrico II di Meclemburgo |  |  | Enrico I di Meclemburgo |  |
|                                     |   | Anastasia di Pomerania      |                        |  |  |       |  |  | Enrico II di Meclemburgo |  |  |                         |  |
| Alberto II di Meclemburgo           |   |                             |                        |  |  |       |  |  | Enrico II di Meclemburgo |  |  |                         |  |
|                                     |   | Anna di Sassonia-Wittenberg | Alberto II di Sassonia |  |  |       |  |  |                          |  |  |                         |  |
|                                     |   | Anna di Sassonia-Wittenberg | Alberto II di Sassonia |  |  |       |  |  |                          |  |  |                         |  |
|                                     |   | Anna di Sassonia-Wittenberg | Agnese d'Asburgo       |  |  |       |  |  |                          |  |  |                         |  |
| Magnus I di Meclemburgo-Schwerin    |   | Anna di Sassonia-Wittenberg |                        |  |  |       |  |  |                          |  |  |                         |  |
|                                     |   | Erik Magnusson              | Magnus III di Svezia   |  |  |       |  |  |                          |  |  |                         |  |
|                                     |   | Erik Magnusson              | Magnus III di Svezia   |  |  |       |  |  |                          |  |  |                         |  |
|                                     |   | Erik Magnusson              | Helvig di Holstein     |  |  |       |  |  |                          |  |  |                         |  |
| Eufemia di Svezia                   |   | Erik Magnusson              |                        |  |  |       |  |  |                          |  |  |                         |  |
|                                     |   | Ingeborg di Norvegia        | Haakon V di Norvegia   |  |  |       |  |  |                          |  |  |                         |  |
|                                     |   | Ingeborg di Norvegia        | Haakon V di Norvegia   |  |  |       |  |  |                          |  |  |                         |  |
|                                     |   | Ingeborg di Norvegia        | …                      |  |  |       |  |  |                          |  |  |                         |  |
| Giovanni IV di Meclemburgo-Schwerin |   | Ingeborg di Norvegia        |                        |  |  |       |  |  |                          |  |  |                         |  |
|                                     | … | …                           |                        |  |  |       |  |  |                          |  |  |                         |  |
|                                     | … | …                           |                        |  |  |       |  |  |                          |  |  |                         |  |
|                                     | … | …                           |                        |  |  |       |  |  |                          |  |  |                         |  |
| Barnim IV di Pomerania              | … |                             |                        |  |  |       |  |  |                          |  |  |                         |  |
|                                     |   | …                           | …                      |  |  |       |  |  |                          |  |  |                         |  |
|                                     |   | …                           | …                      |  |  |       |  |  |                          |  |  |                         |  |
|                                     |   | …                           | …                      |  |  |       |  |  |                          |  |  |                         |  |
| Elisabetta di Pomerania-Wolgast     |   | …                           |                        |  |  |       |  |  |                          |  |  |                         |  |
|                                     |   | …                           | …                      |  |  |       |  |  |                          |  |  |                         |  |
|                                     |   | …                           | …                      |  |  |       |  |  |                          |  |  |                         |  |
|                                     |   | …                           | …                      |  |  |       |  |  |                          |  |  |                         |  |
| Sofia di Werle                      |   | …                           |                        |  |  |       |  |  |                          |  |  |                         |  |
|                                     |   | …                           | …                      |  |  |       |  |  |                          |  |  |                         |  |
|                                     |   | …                           | …                      |  |  |       |  |  |                          |  |  |                         |  |
|                                     |   | …                           | …                      |  |  |       |  |  |                          |  |  |                         |  |
|                                     |   | …                           |                        |  |  |       |  |  |                          |  |  |                         |  |